# Panamerikanische Spiele 2023/Basketball
Bei den Panamerikanischen Spielen 2023 in der chilenischen Hauptstadt Santiago de Chile wurden vom 22. Oktober bis 4. November 2023 jeweils zwei Turniere im Basketball und im 3×3-Basketball ausgetragen, davon je eines bei den Männern und bei den Frauen. Austragungsorte waren der Multisport Complex 1 und das South Sports Centre.

## Bilanz

### Medaillenspiegel
| Platz  | Land                | Gold | Silber | Bronze | Gesamt |
| ------ | ------------------- | ---- | ------ | ------ | ------ |
| 1      | Vereinigte Staaten  | 2    | —      | —      | 2      |
| 2      | Argentinien         | 1    | —      | 1      | 2      |
| 2      | Brasilien           | 1    | —      | 1      | 2      |
| 4      | Kolumbien           | —    | 2      | —      | 2      |
| 5      | Chile               | —    | 1      | 1      | 2      |
| 6      | Venezuela           | —    | 1      | —      | 1      |
| 7      | Trinidad und Tobago | —    | —      | 1      | 1      |
| Gesamt | Gesamt              | 4    | 4      | 4      | 12     |

### Medaillengewinner
Basketball
| Disziplin | Gold | Silber | Bronze |
| --------- | --- | --- | --- |
| Männer    | ArgentinienSantiago Scala Pedro Barral Franco Baralle Bautista Lugarini Javier Saiz Agustín Pérez Juan Bocca Lucas Giovannetti Fabián Ramirez Barrios Martín Cuello Tayavek Gallizzi Kevin Hernández     | VenezuelaEdwin Mijares Kender Urbina Garly Sojo Elian Centeno José Ascanio Miguel Ruiz Windi Graterol Yohanner Sifontes Franger Pirela Edgar Martínez Néstor Colmenares Enrique Medina | BrasilienGuilherme Pereira Scott Machado Felipe Sandoval Elio Corazza Didi Louzada Danilo Fuzaro Lucas Dias Márcio Henrique Wesley Castro Gabriel Jaú Reynan dos Santos Maique Oliveira                     |
| Frauen    | BrasilienAline Cezário Gabriella Darrigo Vanessa Fausto Débora Fernandes Maria Lopes Mariana Moura Ana de Oliveira Emanuely de Oliveira Licinara Rodrigues Carina dos Santos Érika de Souza Leila Zabani | KolumbienYanet Arias Mayra Caicedo María Delgado Carolina López Mabel Martínez Jenifer Muñoz Manuela Rios Isabel Rodríguez Yuliany Paz Tania Valencia Meredith Venner Marlyn Vente     | ArgentinienMalvina D’Agostino Valeria Fernández Agustina García Victoria Gauna Candela Gentinetta María Jourdheuil Natassja Kolff Agustina Marín Carla Miculka Delfina Saravia Camila Suárez Magali Vilches |

3×3-Basketball
| Disziplin | Gold                                                                      | Silber                                                          | Bronze                                                                       |
| --------- | ------------------------------------------------------------------------- | --------------------------------------------------------------- | ---------------------------------------------------------------------------- |
| Männer    | Vereinigte StaatenCanyon Barry Jimmer Fredette Kareem Maddox Dylan Travis | ChileDaniel Arcos Carlos Lauler Kevin Rubio Diego Silva         | Trinidad und TobagoChike Augustine Ahkeel Boyd Akheem Boyd Moriba De Freitas |
| Frauen    | Vereinigte StaatenCierra Burdick Blake Dietrick Lexie Hull Azurá Stevens  | KolumbienWendy Coy Carolina López Valentina López Jenifer Muñoz | ChileJovanka Ljubetic Ziomara Morrison Javiera Novión Fernanda Ovalle        |